# Мілен Русков
Мілен Русков (болг. Милен Русков; 20 червня 1966, Бургас, Болгарія) — болгарський письменник і перекладач.

## Біографія
Випускник факультету болгарської філології Софийского університету ім. святого Климента Охридского (1995). Працював аспірантом по мовознавству у Болгарський академії наук. З 2001 року — позаштатний перекладач з англійського мови для різних видавництв Болгарії.

## Творчість
Автор кількох романів. Мілен Русков видав свій перший роман у 35-літньому віці, але визнає, що його цікавість до літератури ще з юнацьких років дала йому поштовх до ідеї стати письменником.
З моменту появи його першого роману «Кишенькова енциклопедія містерій» у 2004 році його талант був помічений, і він отримав приз за дебют у болгарській фантастиці «Південна весна». Книга розказує о деяких європейських окультних традиціях епохи Відродження.
У 2008 році йому був присуждений приз «ВИК» за найкращий роман року за його книгу «Закинутий у природу» про розповсюдження тютюну у Європі іспанським лікарем-психіатром доктором Н. Севільєй.
На книжковому ярмарку у Франкфурті стає володарем Літературного призу Європейського союзу за 2014 рік. Цієї нагороди удостоюються кращі молоді автори у Європі. Літературний приз ЄС за 2014 рік вручений Мілену Рускову за його роман «Підвищення», присвячений періоду болгарського Відродження. У Болгарії книга нагороджена Національною літературною премією ім. Христо Данова.
З іронією і тонким почуттям гумору Русков створив образи героїв, які розкривають психологію болгар XIX віку. Найбільше цьому сприяє мова, на якій написана книга. Автор сам називає її «компромісом між сучасним строгим правописом і ліберальним
хаосом відродження».
З трьох книг Мілена Рускова «Підвищення» не може бути перекладена на іншу мову. Через самобутність мистецького стиля, її читання лишається привілеєм тільки болгарських читачів.
Займається перекладами з англійського мови (Джером К. Джером, Томас де Квінсі, Сара Уотерс та інші).